# Schultertrage
Als Schultertrage werden alle Gerätschaften bezeichnet, mit deren Hilfe diverse Dinge auf dem Rücken transportiert werden können. Dies können z. B. Halterungen für Wanderrucksäcke im Freizeitbereich sein, historische Kraxen, Tragjoche, um Eimer oder Körbe zu transportieren, oder im industriellen Bereich Halterungen für Werkzeuge (z. B. Schweißgeräte, Sauerstoffflaschen für den Atemschutz etc.).